# کارل پیرجیانی
کارل پیرجیانی (انگلیسی: Carl Piergianni؛ زادهٔ ۳ مهٔ ۱۹۹۴) بازیکن فوتبال اهل بریتانیا است.
از باشگاه‌هایی که در آن بازی کرده‌است می‌توان به باشگاه فوتبال کوربی تاون، باشگاه فوتبال آلترینچام، باشگاه فوتبال پیتربورو یونایتد، باشگاه فوتبال بوستون یونایتد، باشگاه فوتبال استوک‌پورت کانتی، و باشگاه فوتبال اسپالدینگ یونایتد اشاره کرد.